# Bicyclus anynana
Bicyclus anynana е вид пеперуда от семейство Многоцветници (Nymphalidae). Видът не е застрашен от изчезване.

## Разпространение и местообитание
Разпространен е в Ангола, Ботсвана, Демократична република Конго, Етиопия, Замбия, Зимбабве, Йемен (Сокотра), Кения, Коморски острови, Малави, Мозамбик, Свазиленд, Сомалия, Танзания, Уганда и Южна Африка.
Обитава гористи местности, савани, крайбрежия и плажове.

## Описание
Продължителността им на живот е около 0,5 години.